# Lepilemur ruficaudatus
Lepilemur ruficaudatus là một loài động vật có vú trong họ Lepilemuridae, bộ Linh trưởng. Loài này được A. Grandidier mô tả năm 1867.

## Hình ảnh

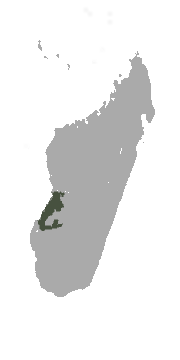
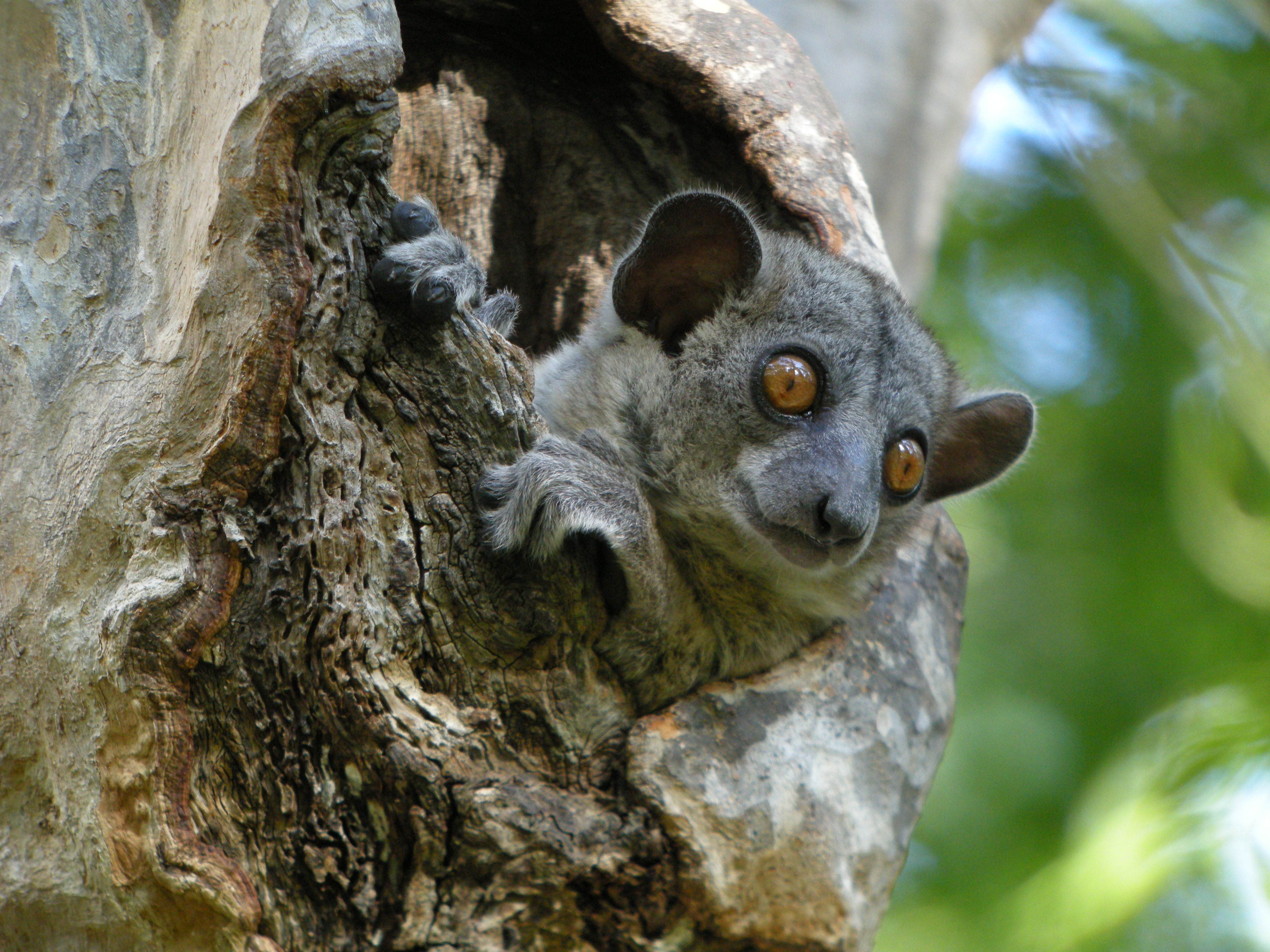
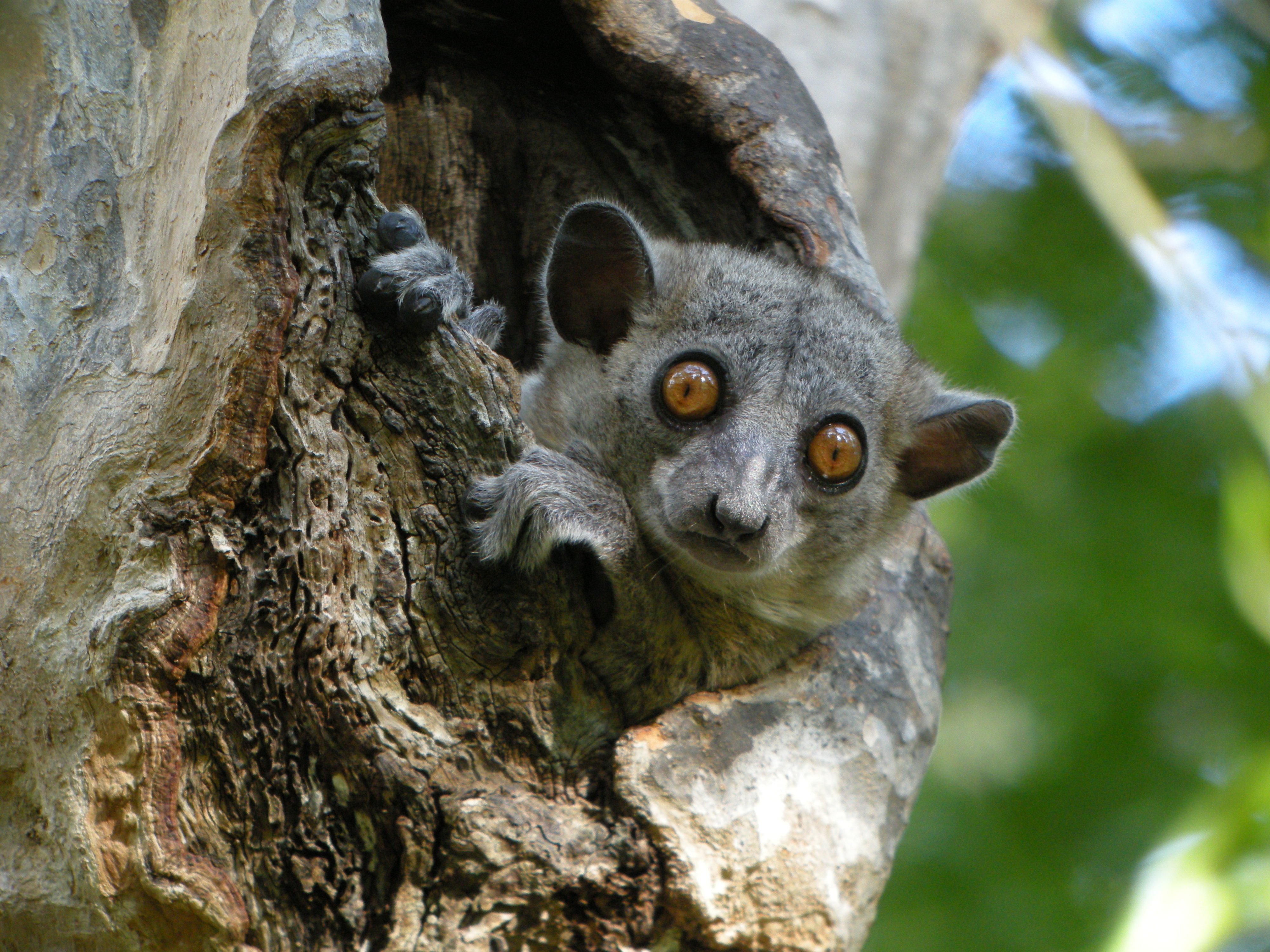